# لویمی (بازیکن فوتبال، زاده ۱۹۹۲)
لویمی (انگلیسی: Luismi؛ زادهٔ ۵ مهٔ ۱۹۹۲) بازیکن فوتبال اهل اسپانیا است.
از باشگاه‌هایی که در آن بازی کرده‌است می‌توان به باشگاه فوتبال رئال وایادولید، باشگاه فوتبال رئال اویدو، باشگاه خیمناستیک تاراگونا، باشگاه فوتبال الچه، و باشگاه فوتبال سویا اشاره کرد.